# Энугу
Эну́гу (англ. Enugu) — город в Нигерии, административный центр одноимённого штата, столица частично признанного государства Биафра (с января 1970 года). Название Энугу происходит от двух слов языка Игбо Énú Ụ́gwụ́, означающих «вершина холма».
Энугу — узел железных и шоссейных дорог. Город находится в центре каменноугольного бассейна; здесь расположены сталепрокатный, газовый, цементный заводы.

## Климат
| Показатель | Янв. | Фев. | Март | Апр. | Май  | Июнь | Июль | Авг. | Сен. | Окт. | Нояб. | Дек. | Год  |
| --- | ---- | ---- | ---- | ---- | ---- | ---- | ---- | ---- | ---- | ---- | ----- | ---- | ---- |
| Средний суточный максимум, °C                                                                                           | 32   | 33   | 33   | 33   | 31   | 29   | 28   | 27   | 29   | 31   | 32    | 32   | 30,9 |
| Средняя температура, °C                                                                                                 | 26,6 | 28,4 | 28,9 | 28,2 | 27,2 | 26,2 | 25,5 | 25,5 | 25,8 | 26,2 | 26,7  | 26,1 | 26,6 |
| Средний суточный минимум, °C                                                                                            | 22   | 23   | 24   | 23   | 23   | 22   | 22   | 22   | 22   | 22   | 22    | 21   | 22,2 |
| Норма осадков, мм | 13   | 17   | 73   | 130  | 222  | 256  | 241  | 232  | 300  | 195  | 19    | 9    | 1707 |
| Источник: http://www.climatedata.eu/climate.php?loc=nixx0006&lang=en, http://www.levoyageur.net/weather-city-ENUGU.html |      |      |      |      |      |      |      |      |      |      |       |      |      |

## История
30 мая 1967 года Энугу был объявлен столицей самопровозглашённого государства Биафра.
Родина Dr. Alban.

## Географическое положение
Высота центра НП составляет 247 метров над уровнем моря.

## Демография
Население города по годам:
| 1991    | 2010    |
| ------- | ------- |
| 407 756 | 715 774 |

## Транспорт
Через Энугу проходит транс-африканский автодорожный маршрут  шоссе Лагос-Момбаса.

## Футбольный клуб
В городе есть футбольный клуб Энугу Рейнджерс.